# Zeionises

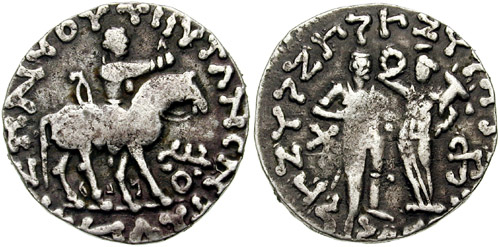
Tiền xu của Zeionises (khoảng năm 10 TCN – năm 10 CN).
Obv: Vị vua cưỡi ngựa và cầm một cây roi da, cùng với cây cung ở phía sau. Dòng chữ Hy Lạp MANNOLOU UIOU SATRAPY ZEIONISOU "phó vương Zeionises, con trai Manigul". Biểu tượng Triratna của Phật giáo.
Rev: Vị vua ở bên trái, được nữ thần Tyche trao cho một chiếc vương miện và cầm một chiếc sừng dê kết hoa quả. Dòng chữ Kharoshthi MANIGULASA CHATRAPASA PUTRASA CHATRAPASA JIHUNIASA "Phó vương Zeionises, Con trai của phó vương Manigul". Sở đúc tiền miền Nam Chach.

Zeionises là một phó vương người Ấn-Scythia ở khu vực phía Nam Chach (Kashmir) dưới triều vua Azes II.
Ông sau này đã lên ngôi vua, và cai trị một phần của tiểu lục địa Ấn Độ khoảng từ năm 10 TCN - năm 10 CN, nhưng sau đó ông dường như đã đánh mất lãnh thổ của mình vào tay của những người Ấn-Parthia xâm lược.
Đồng tiền của ông mang biểu tượng Phật giáo Triratna trên mặt phải, và chấp nhận sự hiện diện của các vị thần Hy Lạp như nữ thần Tyche.
Một bình bạc tìm thấy ở Taxila (Konow 1929: 81-83) cho thấy rằng Zeionises là "phó vương của Chuksa, con trai của Manigula, em trai của vị vua vĩ đại", nhưng vị vua này vẫn không được biết rõ.
| Tiền nhiệm: Azes II | Vua Ấn-Scythia (khoảng năm 10 TCN – 10 CN) | Kế nhiệm: Phó vương Ấn-Scythia Kharahostes Vua Quý Sương: Heraios |